# Hypanthidioides aliceae
Hypanthidioides aliceae är en biart som först beskrevs av Urban 2002.  Hypanthidioides aliceae ingår i släktet Hypanthidioides och familjen buksamlarbin. Inga underarter finns listade i Catalogue of Life.